# این را به من قول بده
این را به من قول بده فیلمی به نویسندگی و کارگردانی امیر کوستوریتسا فیلم‌ساز صرب محصول سال ۲۰۰۷ است که در شصتمین دوره جشنواره کن نامزد دریافت نخل طلا شد.

## داستان
سانه پسر نوجوانی برای عملی کردن آخرین خواسته‌های پدربزرگش راهی شهر بلگراد می‌شود. سانه در شهر درگیر ماجراهایی پیچیده‌ای می‌شود.